# Esther Gassler
Esther Gassler (* 27. Dezember 1951; Bürgerin von Schönenwerd und Koblenz) ist eine Schweizer Politikerin (FDP).

## Leben
Esther Gassler ist in Romanshorn und Salmsach aufgewachsen.
Sie war von 1991 bis 2005 im Gemeinderat (Legislative) von Schönenwerd, ab 1997 als Präsidentin. Vom 1. August 2005 bis 31. Juli 2017 war sie im Regierungsrat des Kantons Solothurn, wo sie dem Volkswirtschaftsdepartement vorstand. 2008 war sie Frau Landammann.
Von 1998 bis 2005 war sie Mitglied der Solothurner Handelskammer, ab 2003 Präsidentin.
Von 2008 bis 2016 war sie Mitglied des Regionalvorstands der SRG Deutschschweiz.
Die ausgebildete Primarlehrerin und Unternehmerin Gassler ist verheiratet, hat drei Kinder und wohnt seit 1968 in Schönenwerd.